# Легкоатлетическо-футбольный комплекс ЦСКА
Легкоатлетическо-футбольный комплекс ЦСКА (ЛФК ЦСКА) — универсальный спортивный комплекс в Москве, включающий легкоатлетическую и футбольную часть в виде отдельных манежей, разделённых административно-обслуживающими помещениями. Принадлежит спортивному обществу ЦСКА.
ЛФК ЦСКА строился для проведения спортивных соревнований в рамках XXII Летних Олимпийских игр и был открыт 17 октября 1979 года. В проекте участвовала группа архитекторов под руководством Ю. Кривущенко. Совокупная вместительность спорткомплекса составляет примерно 12000 мест, включая трибуны легкоатлетического и футбольного манежа по 5880 мест каждая.

## Назначение комплекса
Градостроительный план, реализовывавший строительство олимпийских объектов, предусматривал децентрализованное размещение спортивных площадок в различных районах Москвы. Согласно проекту, в северо-западной части Москвы, на Ленинградском проспекте было построено два спортивных комплекса — собственно футбольно-легкоатлетический манеж (ЛФК ЦСКА) и универсальный спортивный комплекс (УСК ЦСКА).
Футбольная часть комплекса располагает футбольным полем с искусственным травяным покрытием и тренировочным футбольным городком.
В легкоатлетическом манеже устроены четыре 200-метровые рекортановые беговые дорожки, восемь самостоятельных беговых дорожек для соревнований в беге с барьерами на 100 и 110 м, четыре 60-метровые прямые дорожки и тренировочная дорожка для спортивной ходьбы. Здесь же оборудованы секторы для толкания ядра, метания диска и копья, прыжков в длину и высоту. Зал предназначен и для соревнования по баскетболу, волейболу и теннису. В нем можно будет проводить также соревнования по боксу, борьбе, фехтованию.

## История
До начала массового строительства общественных зданий, которое развернулось в 1970-х годах, комплекс сооружений армейского спортивного городка состоял из гимнастического манежа, крытого катка, а также закрытого бассейна. В преддверии Олимпиады-80 реализовывается идея строительства крытого футбольно-легкоатлетический комплекса с двумя аренами и Дворца спорта ЦСКА. В июне 1971 года Постановлением ЦК КПСС и Совета Министров СССР «О Генеральном плане развития г. Москвы» был утверждён проект, согласно которому олимпийская строительная программа должна была способствовать развитию столичной инфраструктуры. По решению Международного Олимпийского комитета, в 1974 году Москва избирается в качестве города для проведения XXII Олимпийских игр, а в 1975 году был создан Оргкомитет, уполномоченный на подготовку и проведение спортивных мероприятий.
К 1980 году в Москве было построено множество объектов общественного значения — гостиничных комплексов, спортивных сооружений, которые были необходимы на время проведения Олимпиады и модернизировали городскую инфраструктуру. Согласно градостроительному плану, возведение спортивных объектов для будущих Олимпийских игр должно было обеспечить городу и его жителям наличие современных спортивных сооружений и способствовать развитию массового интереса к спорту среди советских граждан. План предусматривал возведение спортивных объектов в восьми различных городских зонах и создание полицентричной структуры Москвы. Согласно плану, каждая из этих планировочных зон имела свой общественно-культурный центр. Предполагалось, что шесть основных олимпийских спорткомплексов в разных частях города обеспечат каждую из зон собственным крупным спортивным центром к 1980 году создадут альтернативные площадки для проведения мероприятий. В Москве возводятся следующие спортивные центры:
- общегородской спортивный центр в районе Проспекта Мира на севере;
- спортивный центр в Крылатском,
- центр в районе Ленинградского проспекта;
- спортивный центр Измайлово;
- конно-спортивная база в районе Битцевского лесопарка;
- Лужники и Олимпийская деревня на юго-западе Москвы[5].

Такой проект учитывал развитие городской инфраструктуры и долгосрочное использование спортивных сооружений после окончания Олимпиады. Постройки спортивного комплекса ЦСКА на Ленинградском шоссе, 39, за пределами Третьего транспортного кольца, относятся к числу наиболее значительных объектов, возведённых к Олимпиаде-80. В этой зоне было реализовано масштабное строительство двух спортивных объектов — легкоатлетическо-футбольного манежа, и универсального спортивного комплекса. 
Собственно здание легкоатлетическо-футбольного манежа строилось в период 1976—1979 годов при участии архитекторов Ю. Кривущенко, А. Чекмарева, Д. Рагозина и инженеров А. Лифшица, Н. Зенина, Е. Лебедева и др. Под крышей комплекса размещены два манежа — легкоатлетический и футбольный. Трибуны двух манежей с балконами позволяют вместить до 12 тыс. человек. В 2003 году была проведена полная реставрация комплекса, после чего, как отмечается на сайте, он стал ещё просторнее. Манежи отвечают высоким стандартам и позволяют проводить соревнования международного уровня.

## Архитектурные особенности
Конструкции покрытий обоих строений имеют пролёт 84 метра и 48 метров соответственно и были выполнены из стальных блок-панелей, в которых решетчатые формы связаны стальными листам, прикреплёнными к их поясам. По мнению историка и теоретика архитектуры Андрея Иконникова, планы зданий организованы просто, но органично и рационально, что позволяет соединять огромные пространства демонстрационных залов с группами компактных обслуживающих помещений. Функциональность и простота архитектурных схем находят органичное воплощение в выразительных пластических формах. Однако Иконников критически оговаривается насчёт некоторых «псевдоконструктивных приёмов» планировки комплексов, которые напоминают претенциозные «штампы» «даже не японской национальной архитектуры, а современной „японщины“». В качестве примеров подобных функционалистских приёмов Иконников называет лестничные клетки зданий комплекса ЦСКА, ряд комментаторских кабин, нарочито выступающих вперёд; имитацию тяжёлой, вывернутой наверх крыши.
Интересной особенностью здания ЛФК, а также располагавшегося пососедству УСК, является то, что их формы контрастируют друг с другом. Подчёркнутая горизонтальность выгнутых криволинейных поверхностей в очертаниях манежа противопоставлена вертикальным акцентам, доминирующим в строении универсального спортивного комплекса. Иконников также отмечает, что план строительства комплексов с заведомо диссонирующими формами интересен, однако, органичному восприятию этой архитектурной связи мешает несовпадение масштабов строений.

## Крупнейшие спортивные мероприятия
Летом 1980 года в манеже соревновались мастера вольной и греко-римской борьбы, футбольная часть комплекса помимо проведения футбольных матчей (в том числе — чемпионата и кубка страны) использовалась для фехтования.
Комплекс использовался для проведения матчей чемпионатов России по футболу, легкоатлетических турниров разного уровня, а также чемпионатов мира по греко-римской борьбе и дзюдо, и других значимых спортивных мероприятий.
На территории ЛФК ЦСКА располагался офис футбольного клуба ЦСКА.